# Alice Babs

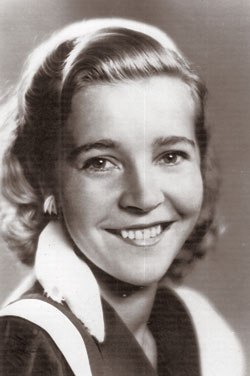
Alice Babs, ca. 1940

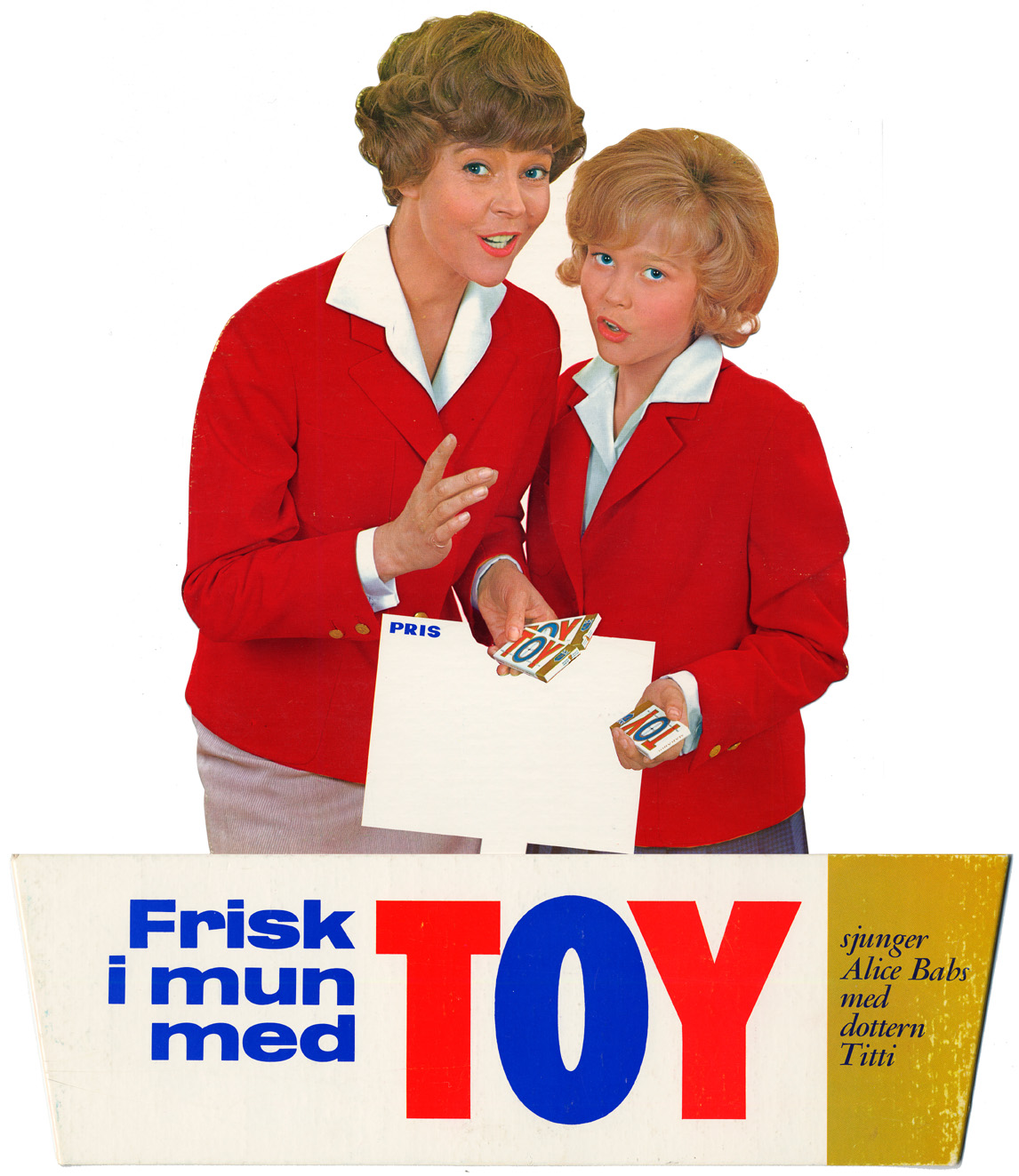
Werbeaufnahme mit Alice Babs und Tochter, 1960

Alice Babs (* 26. Januar 1924 in Kalmar, Schweden, als Hildur Alice Nilson; † 11. Februar 2014 in Stockholm) war eine international bekannte schwedische Schlager- und Jazzsängerin, die in den 1950er Jahren auch im deutschsprachigen Raum Erfolge feierte. Neben ihrer Karriere als Sängerin war sie vor allem in den 1940er und 1950er Jahren auch als Schauspielerin aktiv.

Ab dem 15. April 1944 war sie mit Nils Ivar Sjöblom († 2011) verheiratet, mit dem sie drei Kinder hatte.

## Leben

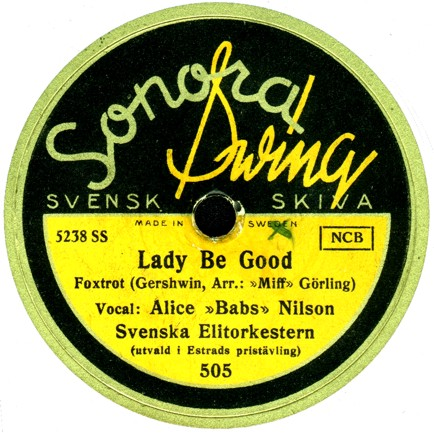
Label einer Swing-Platte von Alice Babs, 1940er Jahre

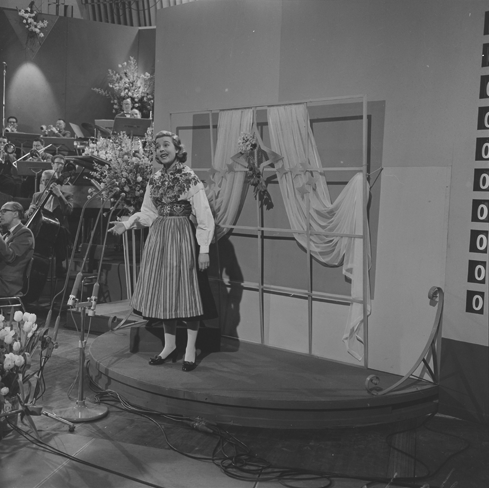
Alice Babs beim Grand Prix Eurovision 1958

Als junges Mädchen sang Alice Babs in ihrer Heimat auf Wohltätigkeitsveranstaltungen. 1938 trat sie erstmals in einer Radiosendung auf. Erste Aufnahmen entstanden mit dem Nisse Lind’s Hot Trio („FDR Jones“ und „Star Dust“) auf dem Label Sonora. Großen Erfolg hatte sie 1940 als Jazz-begeistertes Schulmädchen in dem Film Swing it, magistern (Lass es swingen, Professor), gefolgt 1956 vom Film Swing it, fröken mit ihr als Lehrerin. Damit begann eine Karriere, die sie bis in die 1950er Jahre zunächst in ganz Skandinavien bekannt machte. Zahlreiche Schallplatten hatte sie bis dahin bereits besungen. Ihr Name „Alice Babs“ musste seinerzeit sogar für verschiedene Produkte als Werbeträger herhalten. 
Im Jahr 1954 hatte sie ihren ersten Auftritt in Deutschland, und zwar bei Erwin Lehn und dessen Südfunk-Tanzorchester in Stuttgart. Daraufhin bekam sie eine Rolle in dem Spielfilm Schwedenmädel (Regie Thomas Engel); 1956 folgte Symphonie in Gold. Zeitgleich bekam sie einen Plattenvertrag. Ihr erster Titel hieß Ole Dole Dei. 1955 hatte sie ihren ersten großen Erfolg mit Ein Mann muß nicht immer schön sein. Daraufhin wurde sie Dauergast bei den Rundfunksendern Deutschlands. Sie trat auch bei verschiedenen Galas auf und wurde bald zu einer der erfolgreichsten Sängerinnen der 1950er Jahre in Deutschland.
1958 war sie die erste Teilnehmerin Schwedens beim Eurovision Song Contest. Ihr Lied Lilla stjärna erreichte den 4. Platz.
War sie im deutschsprachigen Raum vor allem als Schlagersängerin bekannt, so galt ihre Liebe jedoch auch dem Jazz. So ging sie Anfang der 1960er Jahre mit dem Geiger Svend Asmussen und dem Gitarristen Ulrik Neumann als Trio „Swe-Danes“ in ganz Europa auf Tournee. 1963 hatte sie in Großbritannien einen Hit mit dem Song After You’ve Gone. In Frankreich nahm sie mit Duke Ellington ein Album auf und tourte mit ihm in Schweden 1973. Ferner trat sie in New York und London sowie 1975 beim Newport Jazz Festival auf.
Später zog sie sich aus dem Showgeschäft zurück. Nur noch gelegentlich ergriff sie das Mikrofon.
2002 erhielt sie den Django d’Or (Schweden) als Master of Jazz.

## Diskografie

### Alben (Auswahl)
- 1994: Mittsommernacht (Bear Family)
- 1994: Lollipop (Bear Family)
- 2008: Alice Babs & Svend Asmussen: Together (White Puma)
- 2019: Alice Babs Meets Erwin Lehn and His Südfunk-Tanzorchester (Jazzhaus, rec. 1952–1955)

### Lieder
- 1954: Ole dole dei
- 1954: Du sagst mir nur Adieu
- 1954: Ein Mann muß nicht immer schön sein
- 1954: Eine rosarote Kuh
- 1955: Mittsommernacht
- 1955: Abends in Stockholm
- 1955: Twiedlie Die
- 1955: Dong-Dingeldong
- 1956: Chocolata
- 1956: Der schwedische Drehorgelmann
- 1956: Baccino
- 1957: Rupf ich ein Hühnchen mit dir
- 1957: Wie die Liebe will
- 1957: Luna-Lu
- 1957: Cha-Cha-Joe
- 1957: Jodel Cha-Cha
- 1957: Schimmele, Schimmele
- 1957: Der Spatz von Como
- 1957: Mama ist aus Cuba
- 1957: Ring-A-Ding
- 1957: Lollipop
- 1957: Junges Herz voller Liebe
- 1957: Darling, du weißt ja
- 1957: Warum schickst du mir Rosen
- 1958: Ringel-Rangel-Rose
- 1958: Liebling, ich könnt’ weinen
- 1959: In einer kleinen Konditorei
- 1959: Fräulein Pardon
- 1959: Es war einmal ein Musikus
- 1959: Nur du, du, du allein
- 1959: Ich war ja gestern noch ein Baby
- 1959: Morgen gibt’s ein Wiedersehn
- 1959: Du gehörst an mein Herz
- 1962: St. Louis Blues Twist
- 1962: Jazz Fuga

## Filmografie (Auswahl)
- 1938: Blixt och dunder
- 1940: 'Swing it' Magistern
- 1941: Magistrarna på sommarlov
- 1942: Vårat gäng
- 1942: En trallande jänta
- 1944: Örnungar
- 1946: Det glada kalaset
- 1947: Liebe in Noten (Sången om Stockholm)
- 1952: Drömsemester
- 1953: Kungen av Dalarna
- 1953: I dur och skur
- 1953: Reise zu Dir (Resan till dej)
- 1955: Schwedenmädel (Sommarflickan)
- 1956: Symphonie in Gold
- 1956: Swing it, fröken!
- 1958: Musik ombord
- 1959: Det svänger på slottet